# Szélesség
A szélesség a hétköznapi életben valamely alakzat hosszúságára (általában a legnagyobb kiterjedés) merőleges egyik (többnyire vízszintes irányú) kiterjedése. Mértékegységéül a hosszúság mértékegysége használatos; mely az SI-mértékegységrendszerben a méter.
- a földrajztudományban egy hely földrajzi szélessége (északi vagy déli szélesség) a hely délkörének az a része, mely az egyenlítő és az adott hely közé esik.
- a csillagászat területén legalább kétféle szélességet ismerünk, attól függően, hogy milyen csillagászati koordináta-rendszert használunk:
  - ekliptikai szélességet az ekliptikai koordináta-rendszerben
  - galaktikus szélességet az galaktikus koordináta-rendszerben (ennek két változata van).